# Daïra de Beni Slimane
La daïra de Beni Slimane est une circonscription administrative algérienne située dans la wilaya de Médéa et la région du Titteri. Son chef-lieu est situé sur la commune éponyme de Beni Slimane.
La daïra regroupe les trois communes de Beni Slimane, Sidi Errabia et Bouskene.
.